# Yahya Jammeh
Yahya Abdul-Aziz Jemus Junkung Jammeh (Kanilai, 1965. május 25. –) gambiai politikus és volt katonatiszt. Ő volt Gambia második elnöke. Fiatal katonatisztként 1994-ben katonai puccs keretében átvette a hatalmat Gambiában.

## Életrajz
1965. május 25-én született a gambiai Kanilai településen.

## Fordítás
- Ez a szócikk részben vagy egészben  a   Yahya Jammeh című angol Wikipédia-szócikk ezen változatának fordításán alapul.  Az eredeti cikk szerkesztőit annak laptörténete sorolja fel. Ez a jelzés csupán a megfogalmazás eredetét és a szerzői jogokat jelzi, nem szolgál a cikkben szereplő információk forrásmegjelöléseként.

1. ↑  Brockhaus (német nyelven). Brockhaus . (Hozzáférés: 2017. október 9.)
2. ↑  Munzinger Personen (német nyelven). (Hozzáférés: 2017. október 9.)
3. ↑  https://allafrica.com/stories/200711210269.html
4. ↑  https://web.archive.org/web/20200424140712/https://www.freedomnewspaper.com/2016/01/15/6586-2/